# کرومیل فلوئورید
کرومیل فلوئورید (به انگلیسی: Chromyl fluoride) با فرمول شیمیایی CrO۲F۲ یک ترکیب شیمیایی است. که جرم مولی آن ۱۱۲ g/mol می‌باشد. شکل ظاهری این ترکیب، بلورهای بنفش است.